# Jazz Parade
La Jazz Parade est un festival de musique jazz actif entre 1989 et 2013 à Fribourg, en Suisse.

## Présentation
La Jazz Parade est fondée en 1989 par Jean-Claude Henguely. Cette manifestation, animant la ville de Fribourg durant 24 ans, a vu se produire de nombreuses personnalités du monde de la musique, telles que Brad Mehldau, Michel Petrucciani, Phil Woods, Claude Nougaro, Gilbert Bécaud, Ahmad Jamal ou encore Hiromi.
En automne 2012, le Conseil communal de la ville de Fribourg met au concours l'animation culturelle estivale de la place Georges Python. Quelques semaines avant la 25e édition de la Jazz Parade, le vainqueur de ce concours est désigné, il s'agit d'un projet concurrent : le festival Les Georges.
Le comité d'organisation de la Jazz Parade tente un recours que le Conseil communal rejette. L'édition 2014 du festival est déplacée sur l'ancien site de l'entreprise Ilford à Marly.
Le directeur historique du festival Jean-Claude Henguely est démis de ses fonctions et devient directeur artistique et technique du festival[réf. souhaitée].
Des irrégularités dans l'organisation de la sécurité du public sont observées, notamment un mauvais ancrage du chapiteau, un éclairage de sécurité déficient, l’absence d’indication des sorties de secours, des problèmes d’évacuation des eaux, l’absence de moyens d’extinction du feu ou encore des problèmes de clôtures. Le préfet de la Sarine, Carl-Alex Ridoré, prend la décision de suspendre l'autorisation de tenue de la manifestation quelques heures avant le premier concert,. À la suite de cette annonce, le comité d'organisation licencie Jean-Claude Henguely avec effet immédiat et annule la 26e édition du festival,.
L'Association du Festival de jazz international de Fribourg dépose le bilan en août 2014 et fait officiellement faillite le 28 avril 2015 avec près de 800 000 francs suisses de dette,.
À la suite de cette faillite de nombreuses plaintes sont déposées entre les membres du comité et l'ancien directeur Jean-Claude Henguely.